# Naomi Mitchison
Naomi Mitchison, nata Naomi Margaret Haldane (Edimburgo, 1º novembre 1897 – Carradale, 11 gennaio 1999), è stata una scrittrice, poetessa e saggista britannica.

## Biografia
Figlia dello scienziato John Scott Haldane (1860-1936), sorella del biologo John Burdon Sanderson Haldane (1892-1964) e moglie di un uomo politico, durante la sua lunga vita fu intensamente impegnata nella difesa dei diritti civili. In un suo viaggio in Botswana fu nominata consigliera e Mmarona ("madre") dalla tribù dei Bakgatla. 

## Opere
Autrice di apprezzati romanzi storici come The Conquered (1923), The Corn King and the Spring Queen (1931), The Bull Calves (1947) e The Young Alexander the Great (1960), frequentò numerosi altri generi letterari: il fantasy (Grame and the Dragon, 1954), la poesia (Cleansing of the Knife, 1979), le storie per ragazzi. 
Per la fantascienza è ormai un classico il romanzo Memorie di una astronauta (1962), nel quale sono narrate le avventure di una non convenzionale eroina galattica e dei suoi problemi con le intelligenze aliene. Nello stesso genere s'inseriscono Solution Three (1975), scritto con Susan Merrill Squier, e una serie di racconti. 
Dopo una visita in Unione Sovietica, nel 1935 scrisse We Have Been Warned, che oltre a riportare l'esperienza del viaggio metteva in gioco tematiche scottanti come la sessualità, lo stupro e l'aborto, ma che non fu ripagato dal successo. Mitchison è poi autrice delle interessanti autobiografie Small Talk (1973) e You May Well Ask (1979) e di altri volumi di saggistica tra cui African Heroes (1968).